# Jonathan Stead
Jonathan „Jon“ Stead (* 7. April 1983 in Huddersfield, England) ist ein ehemaliger englischer Fußballspieler. 

## Leben
Stead begann seine Profikarriere 2002 bei Huddersfield Town. Gleich in seinen ersten drei Ligaspielen schoss er vier Tore, so dass große Klubs auf ihn aufmerksam wurden. Im Februar 2004 wechselte er für 1,25 Millionen Pfund zu den Blackburn Rovers. Sein Debüt für Blackburn gab er im Erstligaspiel gegen den FC Middlesbrough, in dem er auch den Siegtreffer zum 1:0 erzielte.
An die Anfangserfolge konnte er jedoch später nicht anknüpfen, und nachdem Blackburn mit Craig Bellamy einen weiteren Stürmer verpflichtet hatte, wechselte Stead am 13. Juni 2005 für £ 1.800.000 zum FC Sunderland. Doch auch in Sunderland blieben die Tore aus; insgesamt erzielte er in rund einem Jahr und 35 Ligaspielen nur zwei Tore, und so wurde er im Oktober 2006 an den Zweitligisten Derby County ausgeliehen, für die er in 17 Spielen drei Tore schoss.
Am 10. Januar 2007 wurde bekannt, dass Stead für £ 750.000 von Sunderland zu Sheffield United wechseln würde, so dass er nun wieder in der FA Premier League spielt.
Am 24. August 2010 wechselte Stead zu Bristol City und unterzeichnete einen Dreijahresvertrag.
Nach drei Jahren in Bristol und dem Abstieg in die Drittklassigkeit in der Football League Championship 2012/13 unterschrieb Stead im Sommer 2013 einen Vertrag beim Zweitligisten Huddersfield Town.